# Shyam Saran

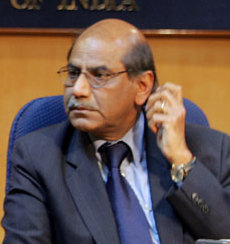
Shyam Saran

Shyam Saran (* 4. September 1946) ist ein indischer Politiker.
Shyam Saran war Botschafter in Myanmar und High Commissioner auf Mauritius. Von August 2001 bis Oktober 2002 war er Botschafter in Indonesien und von November 2002 bis Juli 2004 in Nepal. Saran wechselte dann am 1. August 2004 auf den Posten des „Foreign Secretary“ (Staatssekretär im Außenministerium) unter Kanwar Natwar Singh. Dort wurde er am 1. Oktober von Shivshankar Menon abgelöst. Saran wurde zum Sondergesandten für die Aushandlung des Nuklearabkommens zwischen Indien und den USA ernannt.